# Coupe d'Afrique des vainqueurs de coupe de football 1983
Navigation
Édition précédente Édition suivante
La Coupe d'Afrique des vainqueurs de coupe de football 1983 est la neuvième édition de la Coupe d'Afrique des vainqueurs de coupe. 
Cette compétition qui oppose les vainqueurs des Coupes nationales voit à nouveau le sacre du club d'Arab Contractors SC d'Égypte, dans une finale qui se joue en deux matchs face aux Togolais de l'OC Agaza. Il s'agit du deuxième titre africain pour l'Arab Contractors, qui devient le premier club à conserver la Coupe des Coupes.

## Tour préliminaire
| Équipe 1      | Résultat | Équipe 2      | Aller | Retour |
| ------------- | -------- | ------------- | ----- | ------ |
| Maseru Rovers | 3 - 2    | Young Aces FC | 1 - 1 | 2 - 1  |
| Vital’O FC    | 4 - 2    | Gor Mahia     | 1 - 2 | 3 - 0  |

## Premier tour
| Équipe 1                      | Résultat | Équipe 2                           | Aller | Retour |
| ----------------------------- | -------- | ---------------------------------- | ----- | ------ |
| ASEC Abidjan                  | 5 - 3    | Buffles du Borgou FC               | 4 - 1 | 1 - 2  |
| Al Nasr Benghazi              | 1 - 5    | Sekondi Hasaacas                   | 1 - 0 | 0 - 4  |
| Bai Bureh Warriors            | 2 - 4    | Horoya AC                          | 0 - 1 | 2 - 3  |
| CAP Owendo                    | 0 - 1    | Stationery Stores                  | 0 - 1 | 0 - 0  |
| Dragon Club de Yaoundé        | 1 - 7    | OC Agaza                           | 0 - 3 | 1 - 4  |
| CD Elá Nguema                 | 0 - 5    | AS Vita Club                       | 0 - 1 | 0 - 4  |
| Green Buffaloes FC            | 6 - 2    | CD Maxaquene                       | 5 - 1 | 1 - 1  |
| KMKM                          | 2 - 7    | CAPS United                        | 2 - 3 | 0 - 4  |
| Kampala City Council          | 2 - 1    | Horsed FC                          | 2 - 0 | 0 - 1  |
| Maseru Rovers                 | 3 - 4    | AS Sotema                          | 3 - 2 | 0 - 2  |
| AS Police                     | 1 - 0    | Raja CA                            | 1 - 0 | 0 - 0  |
| EC Primeiro de Maio           | 3 - 4    | Association sportive des cheminots | 3 - 2 | 0 - 2  |
| Stade malien                  | -        | Ajuda Sport de Bissau forfait      | -     | -      |
| ASC Tarza                     | 1 - 8    | DNC Alger                          | 0 - 0 | 1 - 8  |
| Union Sportive Centrafricaine | 0 - 2    | Al Ahly Wad Madani                 | 0 - 0 | 0 - 2  |
| Vital’O FC                    | 1 - 6    | Al Moqaouloun al-Arab'T'           | 0 - 0 | 1 - 6  |

## Huitièmes de finale
| Équipe 1                           | Résultat      | Équipe 2                  | Aller | Retour |
| ---------------------------------- | ------------- | ------------------------- | ----- | ------ |
| Al Ahly Wad Madani                 | 0 - 7         | CAPS United               | 0 - 2 | 0 - 5  |
| ASEC Abidjan                       | -             | Stationery Stores forfait | -     | -      |
| Association sportive des cheminots | 1 - 4         | AS Vita Club              | 1 - 2 | 0 - 2  |
| 'Al Moqaouloun al-ArabT'           | 4 - 4 3-1 tab | Kampala City Council      | 2 - 2 | 2 - 2  |
| Sekondi Hasaacas                   | 1 - 4         | OC Agaza                  | 0 - 0 | 1 - 4  |
| DNC Alger                          | 3 - 2         | Stade malien              | 2 - 0 | 1 - 2  |
| Green Buffaloes FC                 | 2 - 0         | AS Sotema                 | 2 - 0 | 0 - 0  |
| Horoya AC                          | 3 - 1         | AS Police                 | 2 - 1 | 1 - 0  |

## Quarts de finale
| Équipe 1           | Résultat      | Équipe 2               | Aller | Retour |
| ------------------ | ------------- | ---------------------- | ----- | ------ |
| CAPS United        | 2 - 3         | Arab Contractors SC'T' | 2 - 1 | 0 - 2  |
| DNC Alger          | 1 - 3         | ASEC Abidjan           | 1 - 2 | 0 - 1  |
| Green Buffaloes FC | 1 - 2         | Horoya AC              | 1 - 0 | 0 - 2  |
| OC Agaza           | 2 - 2 4-2 tab | AS Vita Club           | 2 - 0 | 0 - 2  |

## Demi-finales
| Équipe 1     | Résultat | Équipe 2               | Aller | Retour |
| ------------ | -------- | ---------------------- | ----- | ------ |
| ASEC Abidjan | 2 - 2e   | OC Agaza               | 2 - 2 | 0 - 0  |
| Horoya AC    | 0 - 4    | Arab Contractors SC'T' | 0 - 1 | 0 - 3  |

## Finale
| Équipe 1 | Résultat | Équipe 2               | Aller | Retour |
| -------- | -------- | ---------------------- | ----- | ------ |
| OC Agaza | 0 - 1    | Arab Contractors SC'T' | 0 - 1 | 0 - 0  |

## Vainqueur
| Coupe d'Afrique des vainqueurs de coupe Vainqueur 1983 |
| ------------------------------------------------------ |
| Arab Contractors SC Deuxième titre                     |